# Mexikanisch-Amerikanischer Krieg
Fort Texas – Palo Alto – Resaca de la Palma – Monterrey – Buena Vista – Sacramento Fluss – Veracruz – Cerro Gordo – Contreras – Churubusco – Molino del Rey – Mexiko-Stadt – Chapultepec – Puebla – Huamantla
Der Mexikanisch-Amerikanische Krieg (englisch Mexican-American War; spanisch Intervención estadounidense en México, deutsch: Intervention der Vereinigten Staaten in Mexiko; oder Guerra Estados Unidos-México, deutsch: Krieg/Kampf der Vereinigten Staaten mit/gegen Mexiko) zwischen Mexiko und den USA fand von 1846 bis 1848 statt. Er wurde maßgeblich vom amerikanischen Präsidenten James K. Polk vorangetrieben, der bestrebt war, das Staatsgebiet der USA nach Südwesten auszudehnen.
Den angreifenden US-Truppen gelang es, eine Reihe von Schlachten im Norden Mexikos für sich zu entscheiden. Die Entscheidung fiel 1847 mit der Landung von US-Truppen bei Veracruz im März und der Besetzung von Mexiko-Stadt im September. Der Vertrag von Guadalupe Hidalgo vom 2. Februar 1848 brachte den Vereinigten Staaten große Gebietsgewinne und die Ausdehnung ihres Territoriums bis zum Pazifischen Ozean.

## Vorgeschichte

### Situation in den USA
Die US-Regierung hatte bereits seit der Regierungszeit Agustín de Iturbides versucht, Oberkalifornien käuflich zu erwerben – ein Ansinnen, das mehrmals von Mexiko abgelehnt wurde und die Beziehungen der beiden Staaten schwer belastete. Unter den Präsidenten John Quincy Adams und Andrew Jackson unterbreiteten die USA den Mexikanern zweimal vergeblich Kaufangebote für Texas. Als im Jahre 1836 die mehr als 35.000 in Texas lebenden US-Amerikaner ihre Unabhängigkeit von Mexiko erklärten und die Republik Texas ausriefen, unterdrückte die mexikanische Regierung den von den USA unterstützten Aufstand in ihrem Land. Der Einsatz der Armee schlug fehl und Texas gewann seine Unabhängigkeit. Die südliche und westliche texanische Grenze zu Mexiko war in der Folgezeit allerdings umstritten.

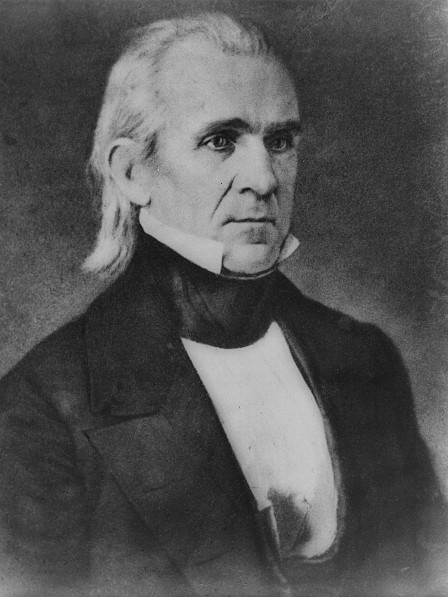
Präsident James K. Polk, Fotografie von Mathew Brady, 1849

Am 19. Oktober 1842 besetzte Kommodore Thomas ap Catesby Jones – im Glauben, ein Krieg mit Mexiko sei ausgebrochen – das kalifornische Monterey, zog sich aber am 20. Oktober nach anders lautenden Nachrichten zurück. Dieser und ein ähnlicher Vorfall kurze Zeit später in San Diego führten zu einer scharfen Protestnote seitens des mexikanischen Außenministers José María Bocanegra, der von einem Bruch des internationalen Rechts und einem feindlichen Akt seitens der Vereinigten Staaten ausging.
Im Präsidentschaftswahlkampf von 1844 trat James K. Polk als Kandidat der Demokratischen Partei an und wurde mit dem Programm einer unter dem Aspekt des Manifest Destiny groß angelegten Expansionspolitik zum Präsidenten gewählt. Sofort nach der Wahl betrieb er den Anschluss von Texas an die USA.
Mit dem Beitritt der Republik Texas am 19. Februar 1845 zu den USA ging der Anspruch, der Rio Grande stelle sowohl die südliche als auch die westliche Grenze dar, über den nunmehrigen Bundesstaat Texas auf die Vereinigten Staaten über. Dieser Anspruch war jedoch keinesfalls gesichert. Unter mexikanischer Verwaltung war die Grenze zwischen den Provinzen Texas und Coahuila der Nueces River gewesen. Nach mexikanischer Auffassung bildete der Nueces River trotz der Unabhängigkeit Texas’ weiterhin die Grenze. Auch in den Vereinigten Staaten war die Forderung nach dem Rio Grande als Grenze umstritten. Selbst Außenminister James Buchanan fand den Anspruch zweifelhaft.

### Situation in Mexiko
Auf mexikanischer Seite war General Antonio López de Santa Anna 1844 als Präsident abgesetzt und ins Exil geschickt worden. Als sein Nachfolger übernahm General José Joaquín de Herrera die Regierungsgeschäfte. Nach der Annexion Texas’ im Februar 1845 war die öffentliche Meinung auf beiden Seiten des politischen Spektrums Mexikos aufgebracht. Herrera befand, dass die militärische sowie finanzielle Ausgangslage hoffnungslos und Beistand aus Europa nicht zu erwarten war. Diese Gründe bewogen ihn, eine Einigung mit den Vereinigten Staaten anzustreben. In der patriotisch aufgeheizten Stimmung wurde dies aber als Verrat und Feigheit gewertet.
General Mariano Paredes stürzte Herrera und übernahm im Januar 1846 die Präsidentschaft. Paredes hegte Pläne, die Verfassung von 1843 zu ändern und die Monarchie einzuführen. Ein König an der Spitze hätte unter Umständen Schutz durch die europäischen Monarchien gegen die Expansionswünsche der Vereinigten Staaten geboten. Der Plan wurde jedoch durch den baldigen Ausbruch des Krieges zunichtegemacht.
Für Mexiko waren die Gebietsansprüche der Vereinigten Staaten nicht annehmbar. Mit dem Rio Grande als neuer Grenze wären lange bestehende mexikanische Siedlungen in und um Santa Fe unter die Kontrolle der Vereinigten Staaten geraten. Darüber hinaus wäre die größte Stadt der Gegend, Matamoros, zur Grenzstadt geworden.

## Kriegsbeginn

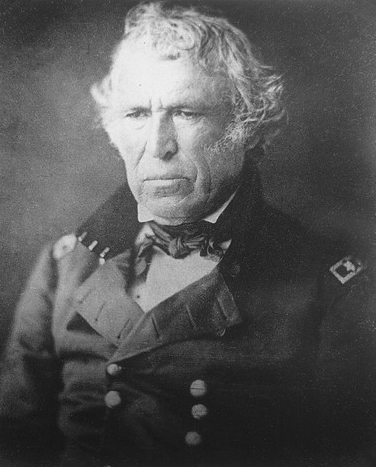
General Zachary Taylor (Fotografie vor 1850)

Karte des umstrittenen Gebietes. Die heutigen Grenzen der US-Staaten sind in Weiß angedeutet.

Trotz des heimischen und mexikanischen Widerstandes bestand Präsident Polk auf diesen Forderungen und befahl General Zachary Taylor, seine Armee in die Nähe des Rio Grande zu verlegen. Taylor bezog knapp südlich des Nueces River, weit nördlich des Rio Grande, ein Lager. Die Verlegung US-amerikanischer Truppen auf von Mexiko beanspruchtes Gebiet südlich des Nueces River stellte eine Provokation dar; die mexikanische Regierung unternahm jedoch keine Gegenmaßnahmen außer der Entsendung von Soldaten zum Rio Grande, unter der Auflage, südlich des Flusses zu bleiben. Polk forderte Taylor wiederholt auf, näher an den Rio Grande heranzurücken, zuletzt am 13. Januar 1846. Taylor verzögerte allerdings den Abmarsch und erreichte den Rio Grande erst am 28. März. General Pedro de Ampudia verlangte, dass Taylor sich auf den Nueces River zurückziehen sollte. Taylor lehnte ab und begann, gegenüber von Matamoros ein Fort zu errichten und den Rio Grande abzuriegeln.
Als Mexiko nicht sofort reagierte, entschloss sich Polk, den Kongress um eine Kriegserklärung gegen Mexiko zu bitten. Bevor dies geschah, erreichte Polk die Nachricht, mexikanische Truppen hätten am 25. April 1846 den Rio Grande überquert und zwei Dragonerkompanien mit 500 Kavalleristen unter Captain Seth B. Thornton überfallen und geschlagen. Bei diesem Gefecht verloren die US-Amerikaner 63 Soldaten. Polk trat nun vor den Kongress und argumentierte, eine Kriegserklärung sei nicht nötig – es reiche festzustellen, dass durch Mexikos Handlung der Kriegszustand bestehe. Es steht allerdings außer Frage, dass Präsident Polk durch den Marschbefehl an General Taylor die Phase des militärischen Konflikts eröffnet hatte und ohnehin zu einer Kriegserklärung entschlossen gewesen war. Die Darstellung Mexikos als Aggressor diente in diesem Fall nur zur öffentlichen Rechtfertigung weiterer Kriegshandlungen.
Um Widerstand seitens des Kongresses gegen seine Politik zu verhindern, verband Polk den Entscheid über die Konstatierung des Kriegszustandes mit einem Gesetz zur Bewilligung von Geldern für Taylors Armee. Wer gegen den Krieg war, musste so auch gegen die Unterstützung der eigenen Truppen stimmen. Polk sorgte auch dafür, dass die Beratungen über das Gesetz in zwei Stunden abgeschlossen sein mussten. Ein Großteil dieser Zeit wurde mit dem Verlesen einer Nachricht des Präsidenten verbracht, erst ganz am Ende wurde die Erklärung des Kriegszustandes eingebracht. Eine Debatte war so verhindert worden. Die Politiker der United States Whig Party sprachen sich gegen den Krieg aus (wobei sie eine friedliche Expansionspolitik befürworteten), wollten jedoch nicht gegen die Unterstützung der Truppen stimmen. Nur 14 von 190 Kongressabgeordneten versagten ihre Zustimmung. Gegen die gemeinsame Abstimmung über die Finanzierung von Taylors Armee und Erklärung des Kriegszustandes hatten noch 67 Abgeordnete gestimmt. Der Senat, in dem für die Debatte ebenfalls nur ein kurzer Zeitrahmen festgelegt wurde, stimmte mit 40 zu 2 Stimmen für die Annahme und so unterzeichnete Präsident Polk am 13. Mai 1846 das Gesetz. Die meisten einflussreichen Kirchenvertreter sprachen sich ebenfalls für den Krieg aus oder wandten sich zumindest nicht gegen ihn. Eine bekannte Ausnahme bildete der baptistische Reverend und Präsident der Brown University, Francis Wayland.
Mexiko konnte sich, wegen der angespannten Lage zwischen den Vereinigten Staaten und Großbritannien auf Grund der Oregonfrage, Hoffnungen auf einen Krieg zwischen den beiden Mächten machen. Auch die kalifornische Junta von Monterey, die Alta California durch Abspaltung von Mexiko aus dem Krieg heraushalten wollte, hoffte auf britischen Schutz. Nach der Aushandlung des Oregon-Kompromisses, der im Juni 1846 ratifiziert wurde, konnten die Grenzstreitigkeiten jedoch friedlich beigelegt werden.
Der Frieden mit den Briten im Norden ließ Präsident Polk im Süden und Westen freie Hand für einen Eroberungskrieg gegen die mexikanischen Provinzen Alta California und Nuevo Mexico.

## Kriegsverlauf

Karte des Kriegsgebiets

Nach der Eröffnung von Feindseligkeiten mit der Belagerung von Fort Texas traf General Taylor am 8. Mai 1846 bei der Schlacht von Palo Alto mit seinen 2300 Mann auf 4000 Mexikaner unter General Mariano Arista. Die Mexikaner unterlagen und zogen sich, von Taylor verfolgt, zurück. Bereits am folgenden Tag kam es zur Schlacht von Resaca de la Palma. Die Mexikaner wurden wiederum geschlagen und zogen sich ungeordnet über den Rio Grande zurück. Hätte Taylor nachgesetzt, wäre es ihm vielleicht gelungen, Aristas demoralisierte Armee gefangen zu nehmen. Taylor hatte aber keine Vorbereitungen für eine Flussüberquerung getroffen und so entkamen die mexikanischen Einheiten.
Inzwischen hatte der Kongress den Konflikt zwischen Mexiko und den Vereinigten Staaten als Kriegszustand deklariert. Die Stärke der US-Armee wurde von 8500 Mann auf 15.540 angehoben und der Präsident erhielt das Recht, 50.000 Freiwillige zu verpflichten. Polk und General Winfield Scott, der Oberbefehlshaber der amerikanischen Streitkräfte, vereinbarten drei Stoßrichtungen in mexikanisches Gebiet. General Taylor sollte über Matamoros auf Monterrey vorrücken. Brigadegeneral John E. Wool sollte von San Antonio auf Chihuahua vorstoßen, wurde aber später von Parras nach Saltillo umgelenkt. Oberst Stephen W. Kearny sollte von Fort Leavenworth über Santa Fe das kalifornische San Diego besetzen. Nachfolgend kam ein weiterer Vorstoß unter dem Befehl Oberst Alexander Doniphans hinzu, der über Chihuahua nach Parras marschieren sollte. Erst später wurde auch eine Landung bei Veracruz geplant.

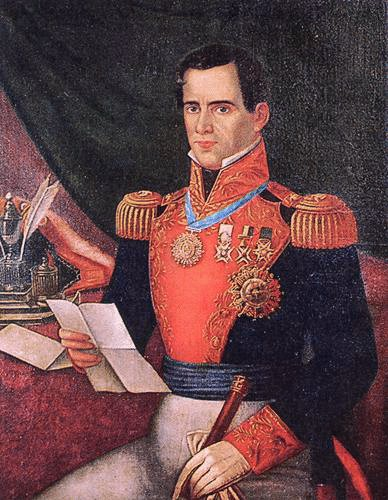
Antonio López de Santa Anna

Die schweren militärischen Niederlagen, die Besetzung von Teilen Nord-Mexikos und seine Sympathien für eine Monarchie führten zu einem Umschwung der öffentlichen Meinung gegen Präsident Paredes. Der liberale Föderalist Valentín Gómez Farías, der in der Vergangenheit unter Antonio López de Santa Anna mehrmals kurzzeitig das Präsidentenamt versehen hatte, verabredete mit dem sich im kubanischen Exil befindenden Ex-Präsidenten Santa Anna, Paredes abzulösen. General José Mariano Salas zog im August 1846, gestützt auf Armeeeinheiten, in Mexiko-Stadt ein und stellte die föderalistische Verfassung von 1824 wieder her, die 1835 von Santa Anna selbst gegen eine zentralistische Verfassung, die Siete Leyes, ausgetauscht worden war. Santa Anna wurde gegen das Versprechen, bei der Frage der Gebietsabtretungen Kompromissbereitschaft zu zeigen, von den US-Amerikanern durch die Blockade gelassen und im Dezember 1846 vom mexikanischen Kongress zum sechsten Mal zum Präsidenten gewählt. Gómez Farías wurde wie schon zwischen 1833 und 1835 Vizepräsident. Die Vereinigten Staaten erhofften sich von einer Heimkehr Santa Annas wohl die Ablösung des antiamerikanischen Paredes und einen günstigen Friedensvertrag oder eine Destabilisierung der Lage in Mexiko.
Santa Anna übernahm den Befehl über die im Feld stehende Armee, während Gómez Farías, in seiner Abwesenheit zum fünften Mal als Präsident amtierend, Kirchenbesitz im Wert von 15 Millionen Pesos verstaatlichte, um dringend für den Krieg benötigte Gelder aufzubringen. Die Kirche protestierte, und Ende Februar 1847 kam es zu einer Militärrevolte in der Hauptstadt. Santa Anna kehrte am 21. März nach Mexiko-Stadt zurück, setzte Gómez Farías ab und machte die Verstaatlichung gegen eine Garantie der Kirche über einen Kredit von 1,5 Millionen Pesos rückgängig. Während dieser Vorgänge landete Scott bei Veracruz.

### Die Eroberung der mexikanischen Nordprovinzen

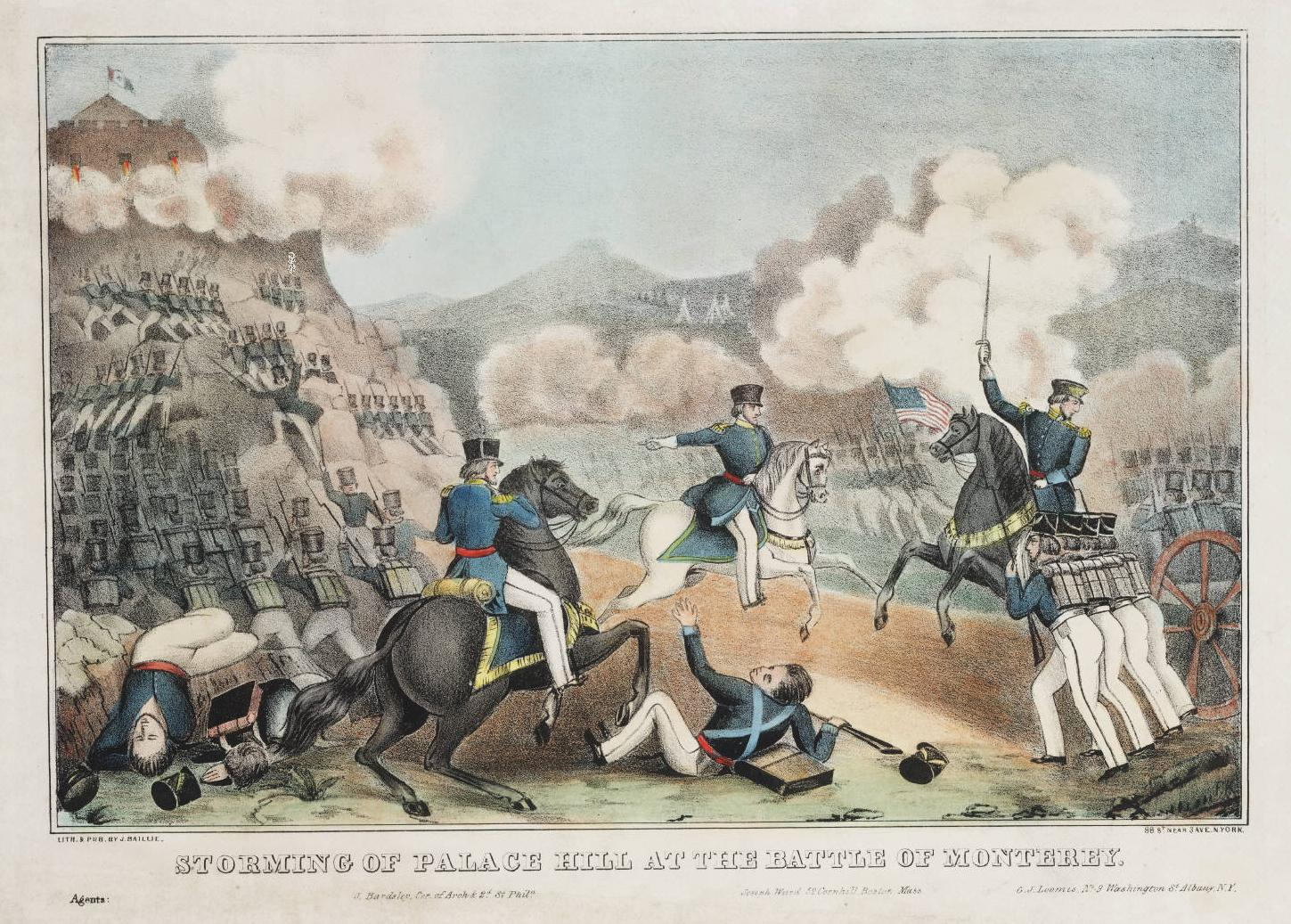
Die Schlacht von Monterrey. Vermutlich ist die Erstürmung des Obispado dargestellt. Lithografie von Tompkins Harrison Matteson, vor 1855.

Taylor rückte über Camargo auf Monterrey vor und erreichte die Stadt am 19. September 1846. Monterrey war befestigt worden und wurde von 7000 Mann verteidigt. Am 21. September eröffnete General Taylor die Schlacht von Monterrey. Am 24. September ersuchten die Mexikaner um einen Waffenstillstand und zogen ab. Taylor besetzte das westlich gelegene Saltillo, das die einzige brauchbare Straße beherrschte, die er für einen Vormarsch auf Mexiko-Stadt verwenden konnte.
Die mexikanische Regierung hatte die Hoffnung gehabt, die Kampfhandlungen auf die Grenzgebiete des Landes begrenzen zu können, musste diese jedoch nach der Niederlage bei Monterrey aufgeben.
Nachdem General Wool erfahren hatte, dass Chihuahua nicht vom Gegner verteidigt wurde, vereinigte er sich, nach Erlaubnis Taylors, im Dezember mit dessen Armee. Mittlerweile hatte man sich in Washington entschieden, eine Landung bei Veracruz zu unternehmen. Taylor wurde befohlen, 8000 Mann dafür abzugeben. Sie wurden an der Mündung des Brazos River und in Tampico – die Stadt war am 14. November 1846 von der US-Navy eingenommen worden – verschifft. Scott befahl Taylor, sich auf Monterrey zurückzuziehen. Dieser ignorierte aber den Befehl und bewegte 4650 seiner 7000 Mann 29 Kilometer südlich von Saltillo. Weitere 322 Kilometer südlich versammelte Santa Anna eine Armee von 20.000 Mann. Taylor hielt das Wüstengebiet für unpassierbar und erwartete, Santa Anna würde sich der erwarteten Landung bei Veracruz zuwenden. Am Morgen des 22. Februar 1847 begann die Schlacht von Buena Vista. Die Schlacht war ein knapper Sieg für Taylor und beendete die Gefährdung des unteren Rio Grande durch die mexikanischen Truppen.

### Der Vormarsch Kearnys und Doniphans
Noch vor Kriegsausbruch war Brevet-Hauptmann John Charles Frémont, ohne bekannte Autorisierung seitens der US-Regierung, in Kalifornien erschienen. Bei Ausbruch der sogenannten Bärenflaggen-Revolte der US-amerikanischen Siedler gegen die mexikanische Oberhoheit schloss er sich ihnen an. Am 4. Juli 1846 proklamierte Kalifornien seine Unabhängigkeit, nachdem es zu kleineren Kampfhandlungen mit mexikanischen Siedlern unter dem Befehl General Jose Maria Castros gekommen war.
Oberst Kearny verließ Santa Fe am 25. September 1846 und erreichte im Dezember 1846 nach einem Gefecht bei San Pascual San Diego, musste aber feststellen, dass die Häfen bereits von der Marine unter Kommodore John Sloat besetzt worden waren. Ein Aufstand der Kalifornier wurde mit der Schlacht von San Gabriel am 8. Januar 1847 niedergeschlagen.
Oberst Doniphan traf bei Brazito auf mexikanischen Widerstand, konnte den Rio Bravo aber bei El Paso überqueren und schlug eine Woche nach der Schlacht von Buena Vista mexikanische Miliz bei Chihuahua. Am 22. Mai 1847 vereinigte er sich mit Wool bei Buena Vista. Somit waren die Nordprovinzen Mexikos bis März 1847 fest in der Hand der Vereinigten Staaten.

### Landung bei Veracruz

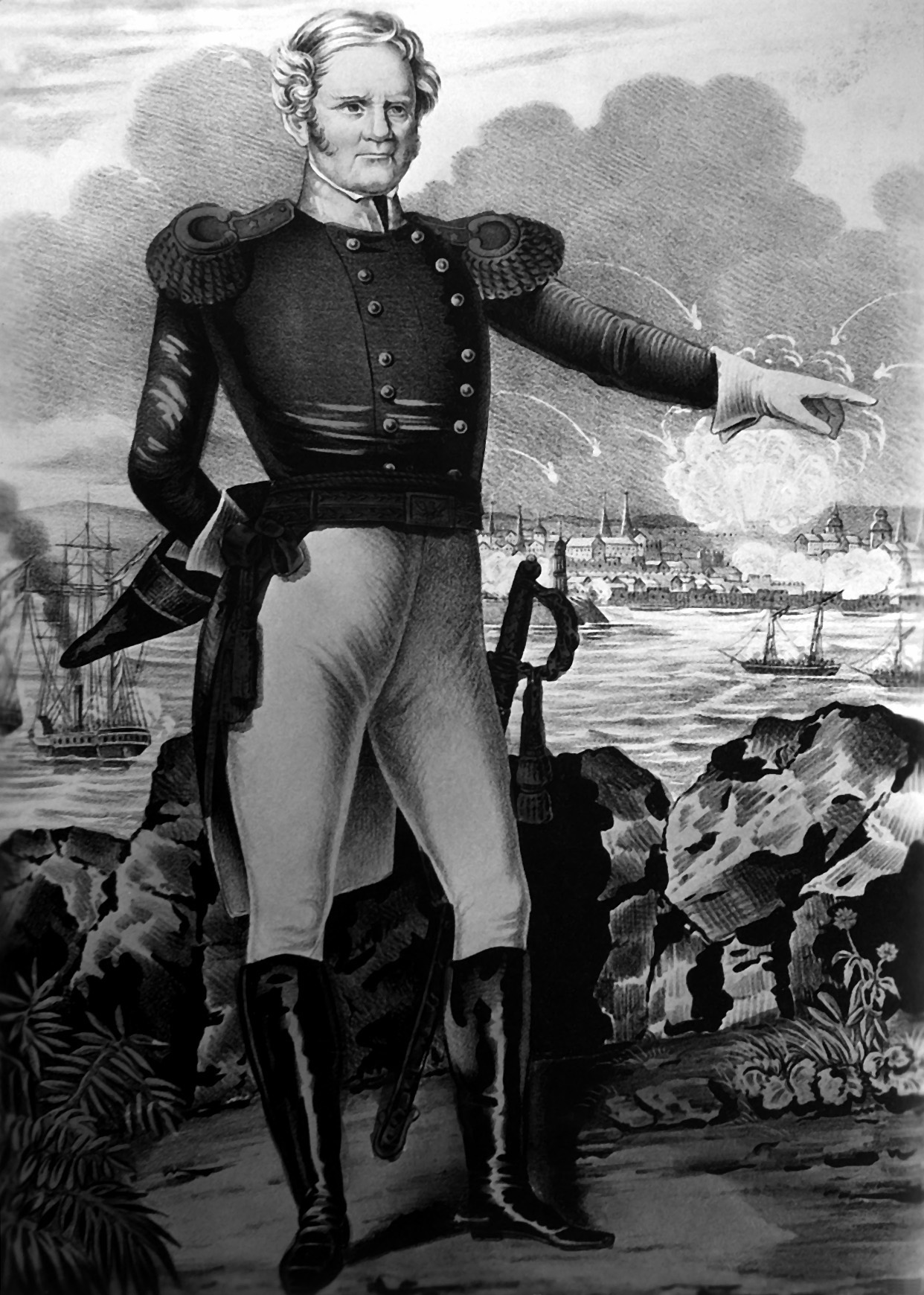
Winfield Scott, Lithografie von Nathaniel Currier, 1847

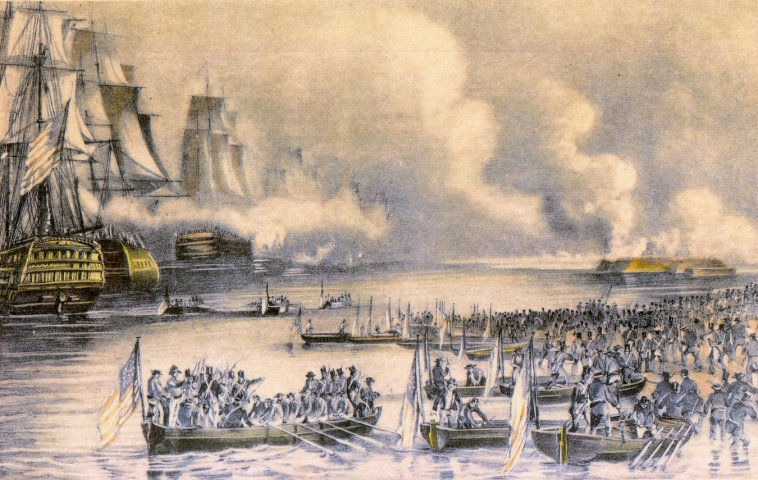
Die Landung bei Veracruz, Gemälde von Nathaniel Currier aus den 1840er Jahren

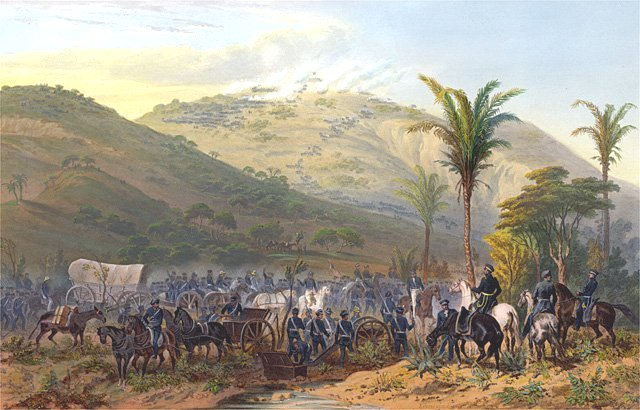
Die Schlacht von Cerro Gordo, Gemälde von Carl Nebel, 1851

Von Lobos Island, 80 Kilometer südlich von Tampico, segelte General Scott mit 13.660 Mann Richtung Veracruz ab. Am Abend des 9. März 1847 begann Scott fünf Kilometer südlich von Veracruz mit der bis dahin größten amphibischen Landung in der Geschichte der US Navy. Innerhalb von vier Stunden wurden über 10.000 Soldaten angelandet, während Gómez Farías’ Verstaatlichung von Kirchenbesitz gerade einen Machtkampf in Mexiko-Stadt ausgelöst hatte.
Am 22. März 1847 nahm General Scott Veracruz unter Feuer. Fünf Tage später kapitulierte die 4300 Mann starke Besatzung. General Scott fürchtete die bald anstehende Gelbfiebersaison und wollte den Strand so schnell wie möglich verlassen. Am 8. April rückte eine erste Abteilung unter Brevet-Generalmajor David E. Twiggs mit 2600 Mann ins mexikanische Hochland ab und stieß vier Tage später in einem Scharmützel auf eine 12.000 Mann starke Armee unter General Santa Anna. Zwei Tage später erreichte ihn Scott mit Verstärkungen, die die Armee auf 8500 Mann brachten.

### Schlacht von Cerro Gordo
Scott und Santa Anna trafen am 18. April 1847 in der Schlacht von Cerro Gordo aufeinander. Die Mexikaner erlitten eine Niederlage. Die Dienstzeit von sieben Freiwilligen-Regimentern war abgelaufen und Scotts Armee schrumpfte auf 5820 Mann. Scott rückte trotzdem weiter vor und nahm am 15. Mai kampflos Puebla ein. Hier wartete er bis August auf Verstärkung und den Ausgang der Friedensverhandlungen. Nachdem die Armee durch die Verstärkungen nun eine Mannstärke von über 10.000 hatte und die Friedensverhandlungen gescheitert waren, begann der weitere Vorstoß.

### Vormarsch auf Mexiko-Stadt

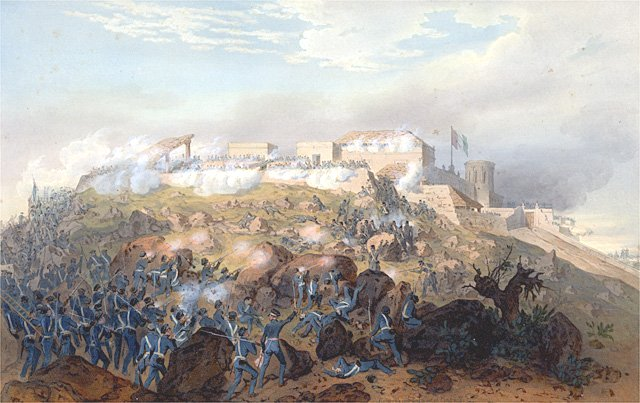
Der Angriff auf Chapultepec, Gemälde von Carl Nebel, 1851

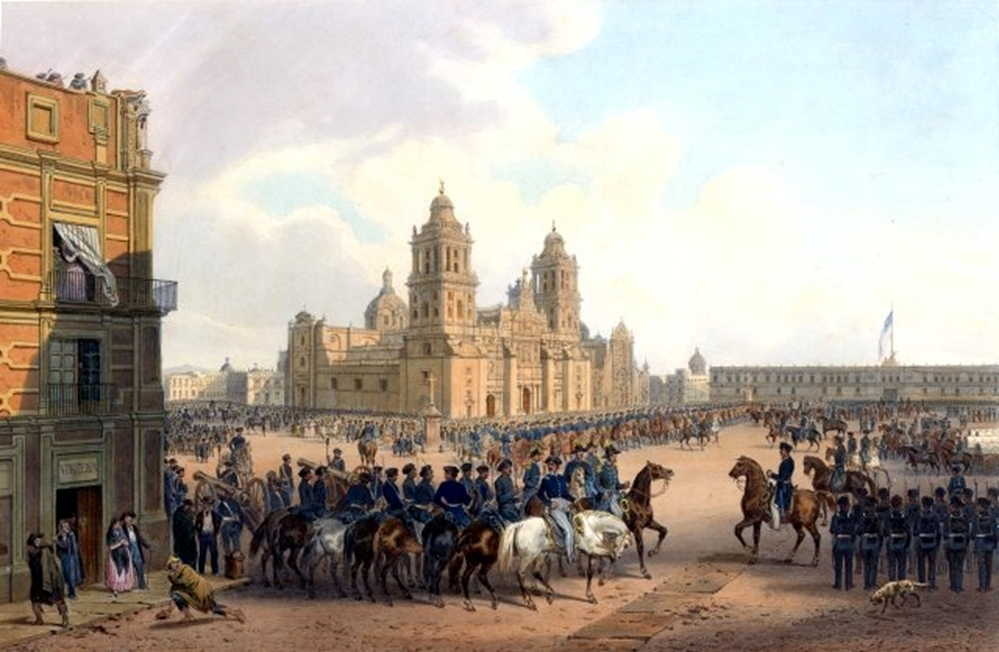
Der Fall von Mexiko-Stadt, Gemälde von Carl Nebel, 1851

Am 7. August 1847 rückten die Truppen für den Angriff auf Mexiko-Stadt ab und erreichten kampflos Ayotla. Die voraus liegende Straße, die Mexiko-Stadt von Osten erreichte, war durch starke Befestigungen gesichert und so entschied Scott, die Hauptstadt südlich zu umgehen und von Westen anzugreifen. Bei Contreras stießen die US-Truppen auf Mexikaner unter dem Befehl General Gabriel Valencias und schlugen sie in der gleichnamigen Schlacht. Obwohl Scott sofort nachsetzte, gelang es Santa Anna, seine Truppen bei der Brücke von Churubusco zu sammeln. Am 20. August 1847 erzwang Scott den Übergang unter schweren Verlusten.
Auf Santa Annas Bitten hin wurde ein Waffenstillstand vereinbart, um die Friedensverhandlungen wieder aufzunehmen. Nach zwei Wochen wurden die Verhandlungen ergebnislos abgebrochen und Scott nahm den Angriff auf Mexiko-Stadt wieder auf. Das Schloss Chapultepec schützte den westlichen Zugang zur Stadt und musste als erstes eingenommen werden. Am 8. September wurde zur Vorbereitung die Kanonengießerei El Molino del Rey eingenommen. Am Morgen des 13. Septembers begann der Angriff auf Chapultepec. Das Schloss fiel schnell und General Scott befahl sofort den Angriff auf die Stadt. Bei Einbruch der Nacht hatten die US-Truppen zwei Stadttore unter ihre Kontrolle gebracht. Nach Häuserkämpfen kapitulierte die Hauptstadt am 14. September. Am 16. September trat Santa Anna von seinem Amt als Präsident zurück und verließ Mexiko.
Die US-Truppen übten nun für zwei Monate eine Militärregierung aus und setzten in Mexiko-Stadt einen liberalen Stadtrat ein. Als die Mexikaner unter Manuel de la Peña y Peña eine Regierung im nicht besetzten Teil Mexikos gebildet hatten, mit der Unterhändler Nicholas Trist verhandeln konnte, erreichte ihn die Order aus Washington, die Unterredungen abzubrechen und die Kampfhandlungen wieder aufzunehmen. Scott und Trist entschieden aber weiter zu verhandeln, da sie glaubten, kurz vor einer Einigung zu stehen.
Gründe für die mexikanische Niederlage waren unter anderem ein starker Regionalismus, der aus der zerklüfteten Geographie des Landes entsprang und den Kontakt der einzelnen Landesteile stark erschwerte und große Unterschiede in den zur Verfügung stehenden Ressourcen vorgab, sowie große Differenzen zwischen den einzelnen sozialen Klassen und Ethnien (Criollos, Mestizen und Indios) Mexikos.
Die Zerstrittenheit der mexikanischen Führer machte ein vereintes Vorgehen gegen die Angreifer unmöglich.
Mangelnde Kampfbereitschaft bei gepressten Soldaten und der besitzlosen Bevölkerung trugen zur militärischen Schwäche bei.
Außerdem mangelte es in der mexikanischen Armee an Geld, Ausbildung und Ausrüstung.

### Seekrieg
Mexiko besaß keine nennenswerte Marine, die beiden einzigen Schiffe von Bedeutung, die Moctezuma und die Guadaluppe waren bei Ausbruch der Kämpfe an britische Händler übereignet worden. Damit sollte ihre Kaperung durch die überlegene United States Navy verhindert werden. Die Home Squadron der US Navy unter Kommodore David Conner konnte also ohne großen Widerstand die Häfen entlang des Golfs von Mexiko blockieren. Der Hafen von Ciudad del Carmen bildete eine Ausnahme, da Yucatán sich im Aufstand gegen die mexikanische Zentralgewalt befand. Abgesehen von der Landung bei Veracruz konnte sie wenig darüber hinaus unternehmen, um die Kämpfe zu unterstützen.
Am 15. Juni 1846 rief die mexikanische Regierung den Kaperkrieg aus, der Aufruf blieb aber wirkungslos. Nach erfolglosen Versuchen, den Río Papaloapan bei Alvarado zu sichern, entschied Kommodore Matthew Perry, einen Überfall auf Villahermosa zu wagen. Die Stadt wurde am 23. Oktober besetzt, am nächsten Tag aber wieder aufgegeben. Am 12. November 1846 wurde Tampico, der zweitgrößte mexikanische Hafen am Golf, eingenommen. Tampico konnte nun zur Verschiffung eines Teils von Taylors Armee für die Landung bei Veracruz dienen. Am 21. Dezember 1846 wurde Ciudad del Carmen doch noch besetzt, um die Lieferung von Konterbanden nach Mexiko zu unterbinden. Die größte Operation der Home Squadron blieb die Landung bei Veracruz am 9. März 1847, die erste große amphibische Landung in der Geschichte der US-Army.
Nach langem Zögern Kommodore Sloats begannen im Pazifik die Kampfhandlungen am 7. Juli 1846 mit der Besetzung Montereys durch 225 Seeleute und Marines. Am 9. Juli erfolgte eine Landung bei Yerba Buena, dem heutigen San Francisco. Die zwei wichtigsten Häfen Kaliforniens waren kampflos eingenommen worden. Am 23. Juli 1846 übergab Sloat das Kommando an Robert Field Stockton. Am 13. Oktober besetzte dieser Los Angeles von Land aus. Stocktons Pläne für eine Landung bei Acapulco wurden nicht verwirklicht. Am 19. Juli 1847 übernahm Kommodore William B. Shubrick das Kommando von Stockton. Shubrick entsandte Leutnant Samuel Francis Du Pont mit der Cyane, um den Handel im Golf von Kalifornien zu stören. Du Pont unternahm eine kleine Landung bei Guaymas und blockierte Mazatlán, bis die Stadt am 10. November 1847 schließlich von angelandeten Truppen eingenommen wurde.

## Übergriffe und Desertionen

### Übergriffe
Erste Kriegsverbrechen gab es bereits nach der Schlacht von Monterrey. Nach den Kämpfen erschoss ein US-Soldat einen mexikanischen Lanzenreiter. Da Kriegsgerichte keine Autorität über Fälle hatten, die in den Vereinigten Staaten von zivilen Gerichten verhandelt würden, hatte Taylor bereits im Mai 1846 einen Gesetzesentwurf vorbereitet, um diesen Missstand zu beheben. Der Kongress unternahm jedoch keine weiteren Schritte. Auf Anfrage Taylors, was er in diesem Fall des ermordeten Lanzenreiters unternehmen sollte, antwortete Kriegsminister William L. Marcy, er solle den Täter aus der Armee entfernen. Mexikaner beschwerten sich, US-Soldaten könnten straflos morden.
Übergriffe gegen die Zivilbevölkerung kamen weiter vor. General Wool beschwerte sich vor allem über das aus Freiwilligen bestehende Arkansas-Regiment, das die schlimmsten Verstöße zu verantworten hatte. Als an Weihnachten 1846 Soldaten Frauen beim Anwesen Agua Nueva beleidigten, ermordeten Einheimische einen US-Soldaten. Als Vergeltung zogen ungefähr 100 Angehörige des Arkansas-Regiments los und schossen auf Mexikaner, bis andere US-Soldaten eingreifen konnten. Eine Untersuchungskommission stellte vier Ermordete fest, während Augenzeugen von 20 bis 30 Toten sprachen. Der Kommission war es nur gelungen, die schuldigen Kompanien festzustellen, worauf General Taylor die B- und G-Kompanie an den Rio Grande zurück verlegte.
Guerilla-Aktionen der Mexikaner führten oft zu wahllosen Vergeltungsaktionen. Ein weiteres Problem stellten entlassene Freiwillige dar, die auf dem Weg zurück in die Vereinigten Staaten plünderten, vergewaltigten und mordeten. Freiwillige, die in Formation zurückmarschierten, waren weniger in Gewalttaten involviert. Besonders unrühmlich taten sich die Texaner hervor. Am 28. März 1847 ermordeten Texas Rangers 24 Mexikaner als Vergeltung für einen fünf Wochen zurückliegenden Überfall auf US-Truppen.
Nach dem offiziellen Ende des Krieges kam es noch zu einigen Kampfhandlungen. Im September 1847 ließ Brigadegeneral Joseph Lane als Vergeltung für die Ermordung eines Majors durch einen Zivilisten in Huamantla seinem 1700 Mann starken Kontingent freien Lauf. Die Soldaten plünderten und zerstörten die Stadt, mordeten und vergewaltigten. Dies war der einzige Vorfall, in den eine große Einheit US-Soldaten verwickelt war. Einige Übergriffe gegen die Bevölkerung wurden geahndet; Generalmajor Robert Patterson ließ mehrere verurteilte US-Amerikaner zur Abschreckung hinrichten.

### Desertionen
Sobald Taylors Armee den Rio Grande erreicht hatte, begannen Soldaten zu desertieren und über den Rio Grande zu fliehen. Dies wird oft auf Ermunterung durch die Mexikaner zurückgeführt, hatte seinen Grund aber eher in der Fluchtmöglichkeit auf feindliches Gebiet. Der Dienst in der Armee war beschwerlich, sozial nicht hoch angesehen und schlecht bezahlt. Die Mexikaner versuchten Deserteure in das Batallón de San Patricio zu rekrutieren. Die Mehrzahl der Deserteure waren vermutlich Immigranten und Katholiken.
Die Mexikaner versuchten auch, Desertionen zu fördern. Pedro de Ampudia rief bereits am 2. April 1846 die US-Soldaten zur Desertion auf. Die Mexikaner boten jedem Deserteur, der die mexikanische Staatsbürgerschaft annehmen würde, 129,5 ha Land.
Nach der Schlacht von Churubusco gerieten 85 Angehörige der San Patricios in Gefangenschaft. Diese wurden am 28. August 1847 von zwei Kriegsgerichten in der Umgebung von Mexiko-Stadt unter Brevet-Oberst Bennet Riley in San Angel und Brevet-Oberst John Garland in Tacubaya abgeurteilt. Garland verurteilte 36 Männer zum Tod durch den Strang, zwei weitere zum Tod durch Erschießen und drei zu 50 Peitschenhieben. Riley verurteilte alle zum Strang. Scott verringerte die Strafe von sieben Männern auf 50 Peitschenhiebe und erließ zweien ihre Strafe zur Gänze. Der Rest wurde an verschiedenen Orten und Tagen gehängt. Insgesamt desertierten 9207 Soldaten, davon 3876 Freiwillige.

## Folgen

Gebietsgewinn der USA durch den Vertrag von Guadalupe Hidalgo (rot) und den Gadsden-Kauf (orange) mit den heutigen Grenzen der US-Bundesstaaten

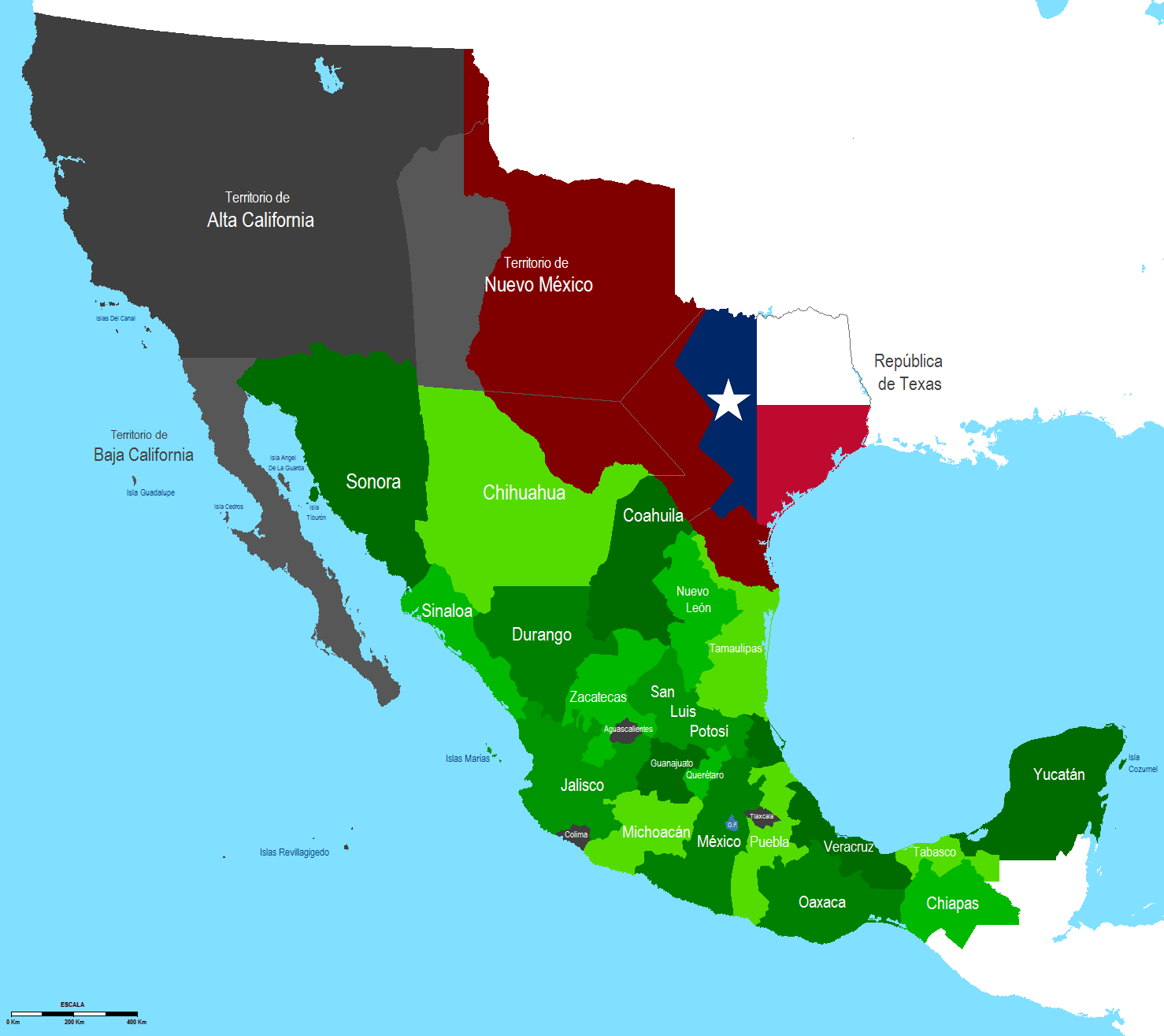
Die von Mexiko abgetretenen Gebiete Alta California, Nuevo Mexico, die umstrittenen Gebiete und der unabhängig gewordene Staat Texas

War News from Mexico, Gemälde von Richard Caton Woodville, 1848

Am 2. Februar 1848 unterzeichneten die Vereinigten Staaten und Mexiko den Vertrag von Guadalupe Hidalgo, in dem die Mexikaner gegen den Erhalt von 15 Millionen Dollar (in heutiger Kaufkraft rund 620 Mio. US-Dollar) und die Übernahme mexikanischer Schulden bei Amerikanern den Rio Grande als Grenze von Texas akzeptierten und ein 1,36 Mio. km² großes Gebiet abtraten, das im Westen die heutigen Staaten Arizona, Kalifornien, Nevada, Utah sowie Teile von Colorado, New Mexico und Wyoming umfasst. Die Vereinigten Staaten erstreckten sich nun von Ozean zu Ozean. Mexiko verlor durch die Abtretungen knapp die Hälfte seines damaligen Staatsgebietes. In diesen Gebieten lebten allerdings nur 1–2 % der mexikanischen Bevölkerung und zum damaligen Zeitpunkt befanden sich dort wenige bekannte natürliche Ressourcen. Somit hatte der Gebietsverlust keine Auswirkungen auf die mexikanische Wirtschaft. Weitergehende Forderungen, die Abtretung Baja Californias betreffend, konnten von den mexikanischen Unterhändlern abgewehrt werden. Ein kleiner Teil New Mexicos und Arizonas wurde 1853 durch den Gadsden-Kauf erworben. Die letzten US-Soldaten verließen am 1. August 1848 mexikanischen Boden.
Der Krieg war von vielen Politikern abgelehnt worden. Unter ihnen waren Männer wie Abraham Lincoln und Alexander Stephens. Der Philosoph Henry David Thoreau begründete seine Weigerung, Steuern zu zahlen, mit dem Krieg und der Sklaverei und schrieb als Reaktion seinen Essay Über die Pflicht zum Ungehorsam gegen den Staat, in dem er darlegte, dass Bürger unter bestimmten Umständen dem Staat ihren Gehorsam verweigern können. Die American Peace Society gründete eine pazifistische Zeitschrift, in der Augenzeugenberichte vom Schrecken des Krieges veröffentlicht wurden.
Die Frage, ob die Sklaverei auf die eroberten Gebiete ausgedehnt werden sollte, spaltete die Parteien. Jefferson Davis sprach sich bereits zu diesem Zeitpunkt für die Auflösung der Union aus. Bereits 1846 war der Wilmot Proviso erstmals zur Abstimmung gestellt worden. Er sah vor, dass in den eroberten Gebieten die Sklaverei nicht eingeführt werden dürfe, war aber mehrmals abgelehnt worden. An ihm entzündete sich ein Streit um die Sklaverei, der zu ersten Rufen nach Sezession führte. Erst der Kompromiss von 1850 beendete die Gefahr einer Abspaltung der Südstaaten für kurze Zeit. Neben weiteren Bestimmungen sah der Kompromiss vor, Kalifornien als freien Staat in die Union aufzunehmen, während die Utah- und New Mexico-Territorien selbst entscheiden konnten, ob sie die Sklaverei zulassen wollten. Abgesehen von diesen politischen Schwierigkeiten mussten jetzt riesige Gebiete – durch den Oregon-Kompromiss war im Juni 1846 noch ein großes Gebiet an die Vereinigten Staaten gefallen – erkundet, gesichert und erschlossen werden. Außenpolitisch schadete der Krieg dem Ansehen der Vereinigten Staaten in Lateinamerika. Anfänglich als Vorbild wahrgenommen, erschienen die Vereinigten Staaten nun in schlechterem Licht.
Insgesamt verloren die Vereinigten Staaten 12.876 Mann, 11.155 davon durch Krankheiten. Die mexikanischen Verluste lagen um vieles höher. Während des Krieges wurden das erste Mal der Telegraf und Anästhesierung mittels Ether verwendet. Der Einsatz von Raketen ging wegen der schlechten Erfahrungen während des Krieges zurück. Viele spätere Generäle des Sezessionskriegs sammelten auf den Schlachtfeldern Mexikos erste Erfahrungen, unter anderem Robert E. Lee, William T. Sherman, George McClellan, Joseph Hooker, Ulysses S. Grant, George Edward Pickett, James Longstreet, George Gordon Meade, Winfield Scott Hancock und Thomas Jonathan „Stonewall“ Jackson. Kriegsveteranen der US-Armee erhielten ab 1847 als Gegenleistung für ihren Dienst jeweils 160 Acres Land, jedoch mussten viele wegen ihrer prekären finanziellen Lage kurz nach der Heimkehr das Land an Spekulanten für einen sehr geringen Preis von unter 50 Dollar (in heutiger Kaufkraft unter 2.050 US-Dollar) wieder verkaufen.
Der letzte überlebende Veteran auf US-amerikanischer Seite, Owen Thomas Edgar, starb 1929 in der Nähe von Washington, D.C., im Alter von 98 Jahren.

## Die Niños Héroes

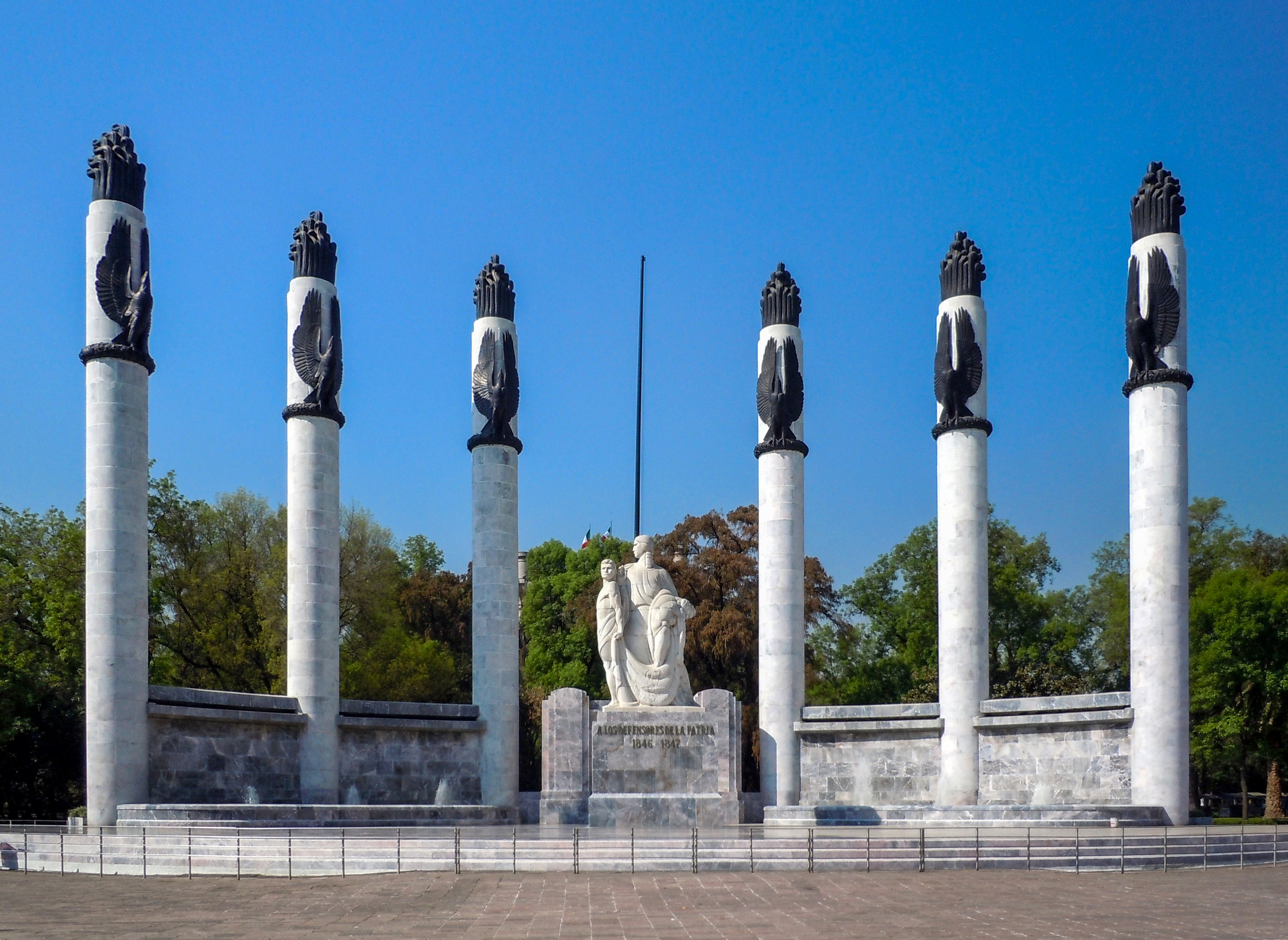
Denkmal zu Ehren der Niños Héroes

Bei den Niños Héroes (spanisch für „Heldenkinder“) handelt es sich um fünf Kadetten und einen Leutnant der Militärakademie im Schloss Chapultepec im Alter von 13 bis 19, derer in Mexiko noch immer gedacht wird. Sie wurden bei der Verteidigung des Schlosses in der Schlacht von Chapultepec getötet. Es handelt sich um Juan de la Barrera, Juan Francisco Escutia, Francisco Márquez, Augustín Melgar, Fernando Montes de Oca und Vicente Suárez Ferrer.
Ihnen zu Ehren wurden zwei Denkmäler errichtet: 1879 ein kleiner Obelisk am Fuß des Chapultepec-Hügels, wo Juan Escutias Leiche gefunden wurde; ebenfalls am Fuß des Hügels befindet sich ein großes, 1947 errichtetes Denkmal, bestehend aus sechs Säulen. In ihm befinden sich die sterblichen Überreste der sechs Kinder und Oberst Felipe Santiago Xicoténcatls.
1994 und 1995 wurde eine 50-Peso-Gedenkmünze zu Ehren der Kinder geprägt. Viele Jahre lang erschienen sie auch auf dem 5000-Peso-Schein. Eine Station der U-Bahn von Mexiko-Stadt, Niños Héroes, ist nach ihnen benannt.

## Trivia
Die ersten Worte der "Marines' Hymn", der offiziellen Hymne des United States Marine Corps ("From the Halls of Montezuma..."), nehmen Bezug auf die Schlacht von Chapultepec von 1847 vor den Toren von Mexico City.